# قفزة مائية

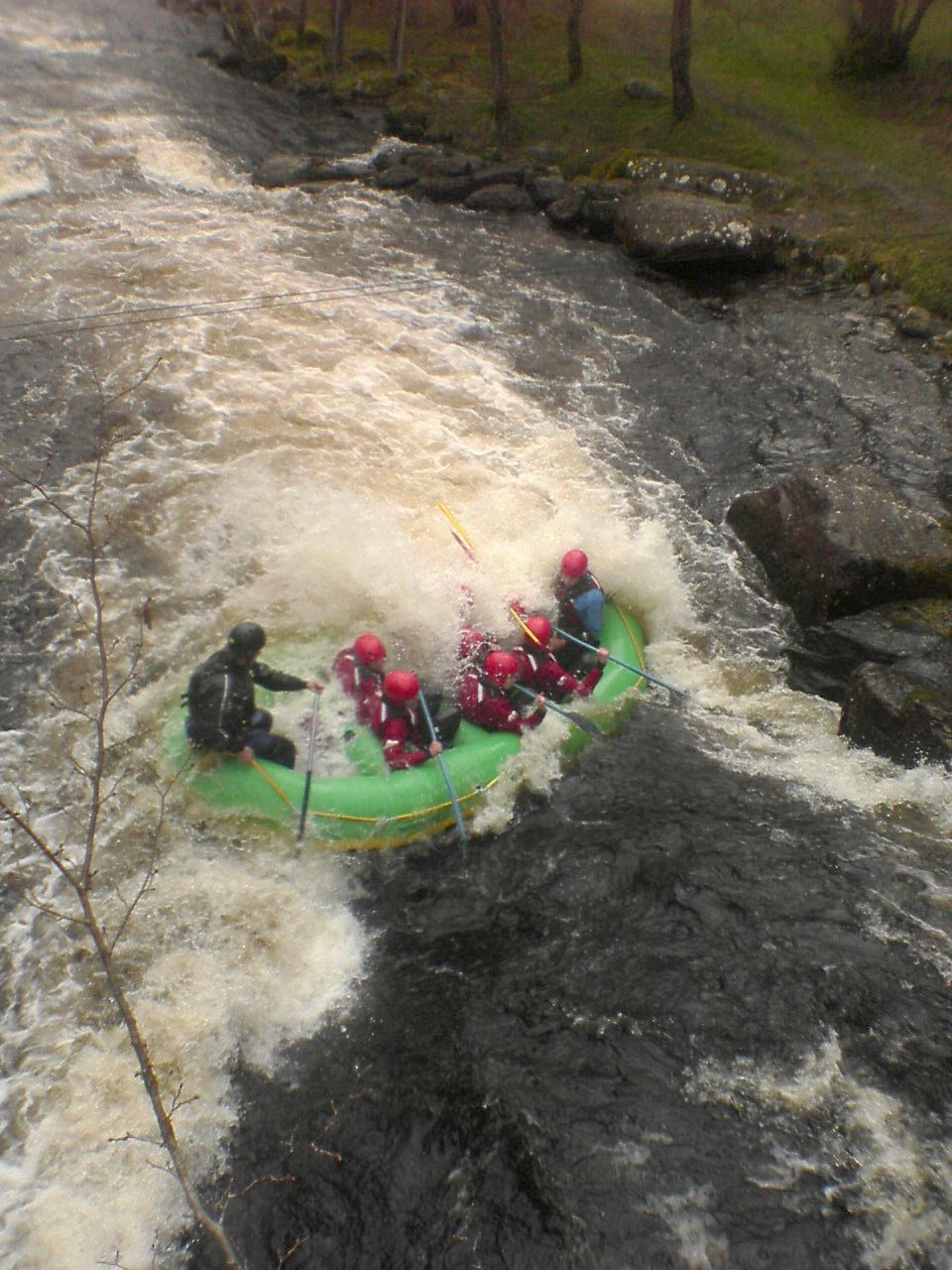
ركوب الطوافات في نهر به قفزة مائية (عند التقاء تيار سرعته حرجة بتيار آخر بطيء).

القفزة المائية من ظواهر السوائل التي تظهر في أقنية الجريان الحر [الإنجليزية] (جريان القنوات المكشوفة)، عند التقاء جريان حرج [الإنجليزية] (أمواجه أسرع من التيار) بآخر غير حرج.
رُصدت القفزة ووُثقت لأول مرة من قبل ليوناردو دافنشي في القرن الخامس عشر الميلادي.

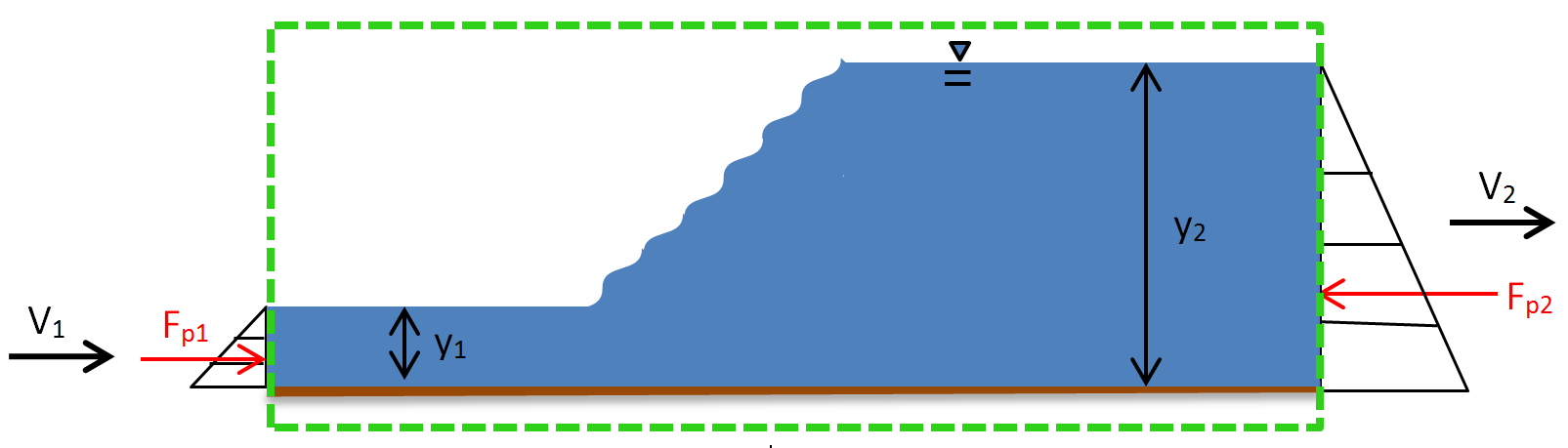
رسم توضيحي لانحفاظ الزخم عبر القفزة المائية.
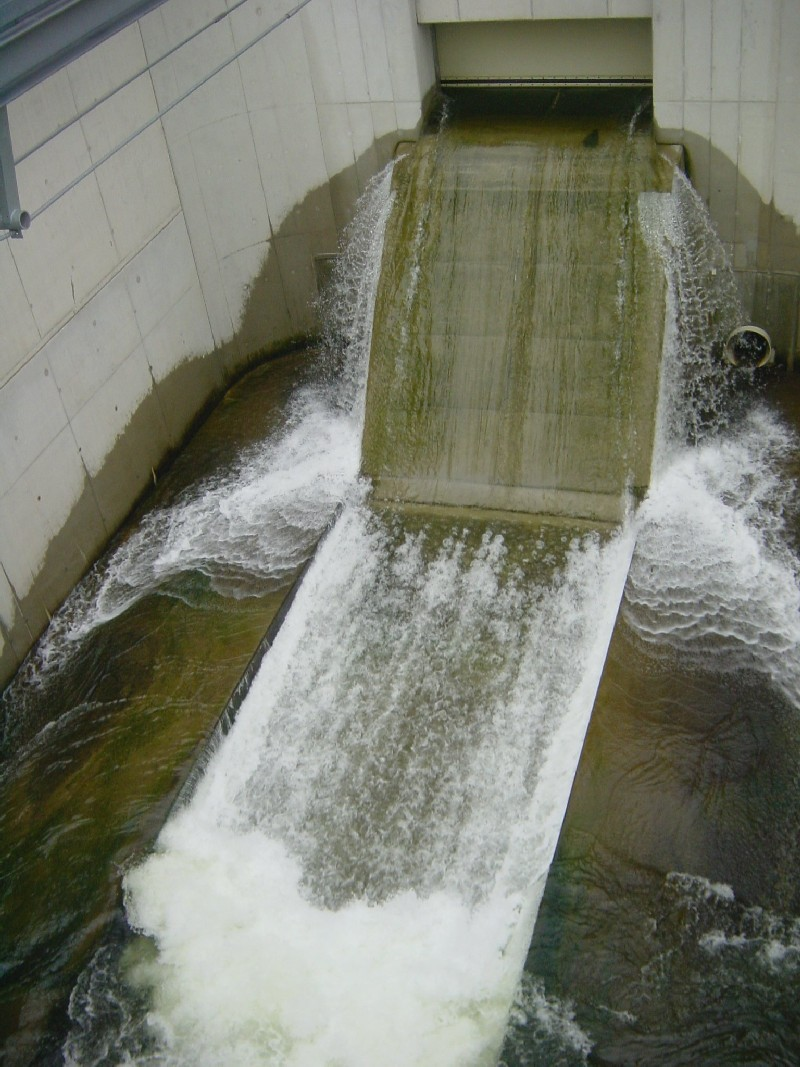
أعلى الهدّار نرى الجريان هادئا عميقا مستقرا، ثم يسرع الجريان أسفلها فيضطرب حرجا. إلى أن ينتقل إلى جريان بطيء بعد ذلك، وعندها تحصل قفزة مائية.

## القفزة المائية المغمورة
انظر أيضا: ماء المسرب السفلي [الإنجليزية]